# Moravecs paradox
Moravecs paradox avser upptäckten som gjordes av forskare inom artificiell intelligens och robotik om att, i motsats till traditionella antaganden, förnuft kräver väldigt lite beräkningar, men sensorisk bearbetning kräver enorma beräkningsresurser.
Principen beskrevs av Hans Moravec, Rodney Brooks, Marvin Minsky och andra under 1980-talet. Moravec skriver: "Det är jämförelsevis enkelt att få datorer att visa intelligens på en vuxen nivå eller spela dam, och svårt eller omöjligt att ge dem förmågan hos en ettåring när det kommer till uppfattning och mobilitet."
På liknande sätt betonar Minsky att de svåraste mänskliga förmågorna att utföra demontering på, är de som är omedvetna. Han skrev att: "I allmänhet är vi minst uppmärksamma på vad våra sinnen gör bäst" och lade till: "vi är mer medvetna om simpla processer som inte fungerar bra, än om komplexa som fungerar felfritt".